# Литературный музей имени Генрика Сенкевича в Познани
Литературный музей имени Генрика Сенкевича в Познани — биографический музей, посвящённый жизни и творчеству польского писателя Генрика Сенкевича, лауреата Нобелевской премии. Музей расположен в центре города Познань, на Старой рыночной площади. Он является филиалом городской библиотеки имени Рачинских и самым молодым музеем в Польше, посвящённым Сенкевичу.

## История и собрание музея
Музей был открыт 10 июня 1978 года на средства купца Игнация Мося (1917—2001) — ценителя творчества Сенкевича. Начиная со времён Второй мировой войны он собирал коллекцию предметов связанных с писателем — рукописи, книги, фильмы и другие предметы. Именно его коллекция легла в основу создания музея. Она содержит в себе: письма писателя, его рукописи, фотографии, медали, первые издания отдельных произведений, переводы на различные языки, в том числе на экзотические. Среди прочих, в коллекции содержится ценный экспонат — слепок посмертной маски с лица и правой руки писателя (автор: Франчишек Блэк, подарок Барбары Пясецкой Джонсон). Часть выставки посвящена связям художника с Великой Польшей.
Изначально, Игнаций Мось пожертвовал свою богатую коллекцию Библиотеке Рачинских в Познани, а городские власти решили создать на основе данной коллекции музей, под который отдали уникальный многоквартирный дом XVI века на Старой рыночной площади. Его владельцем когда-то был известный архитектор и автор Познанской ратуши в стиле Ренессанс  — Джованни Баттиста ди Квадро.
Чтобы более точно отразить атмосферу того времени, в котором жил и творил Генрик Сенкевич, на выставке представлена старинная мебель и произведения искусства XIX века.
На фасаде здания музея, на углу, установлена копия скульптуры Янa Батиста ди Квадро (оригинал был разрушен во время Второй мировой войны), автором которой является Владислав Марцинковский.

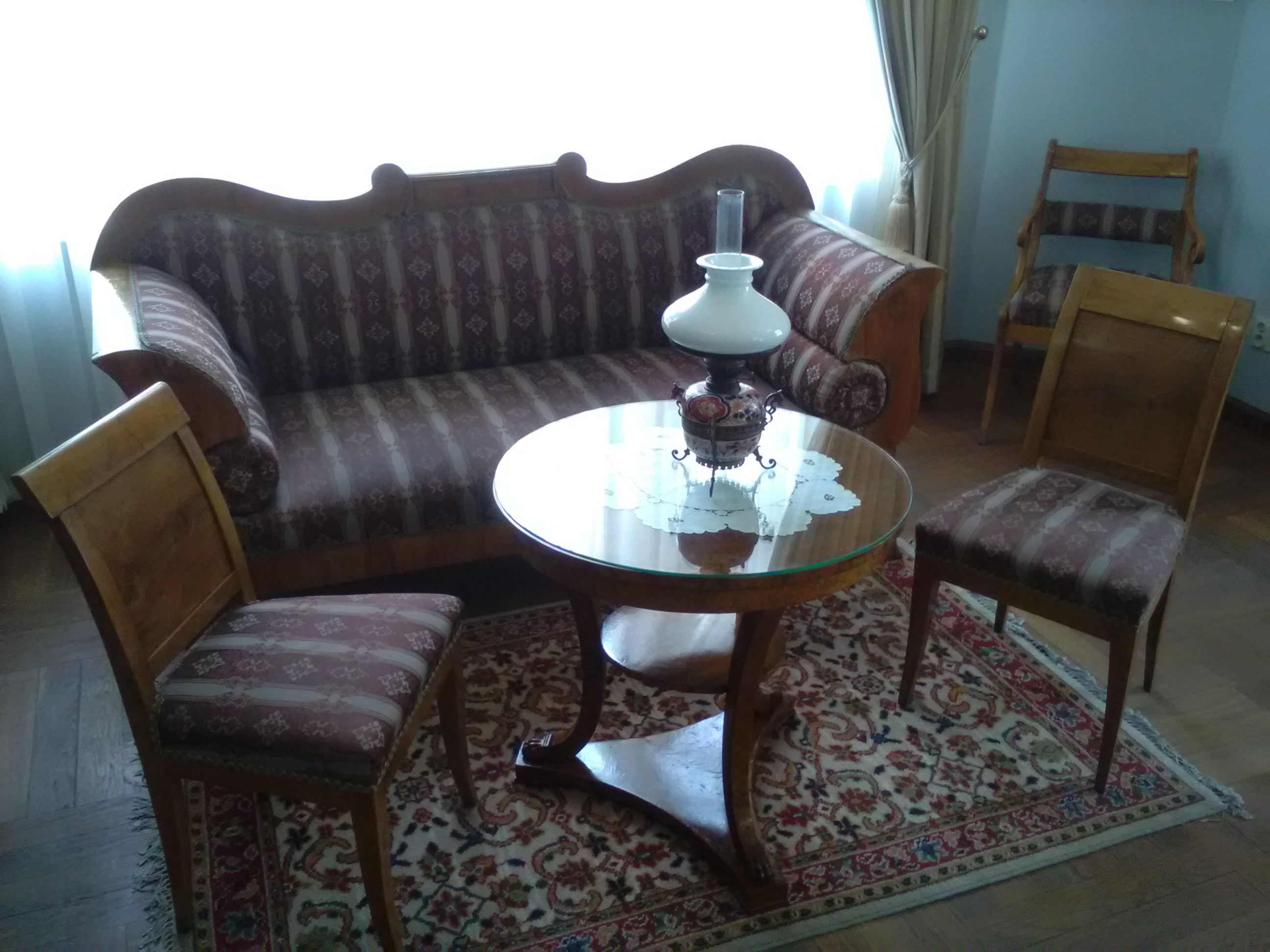
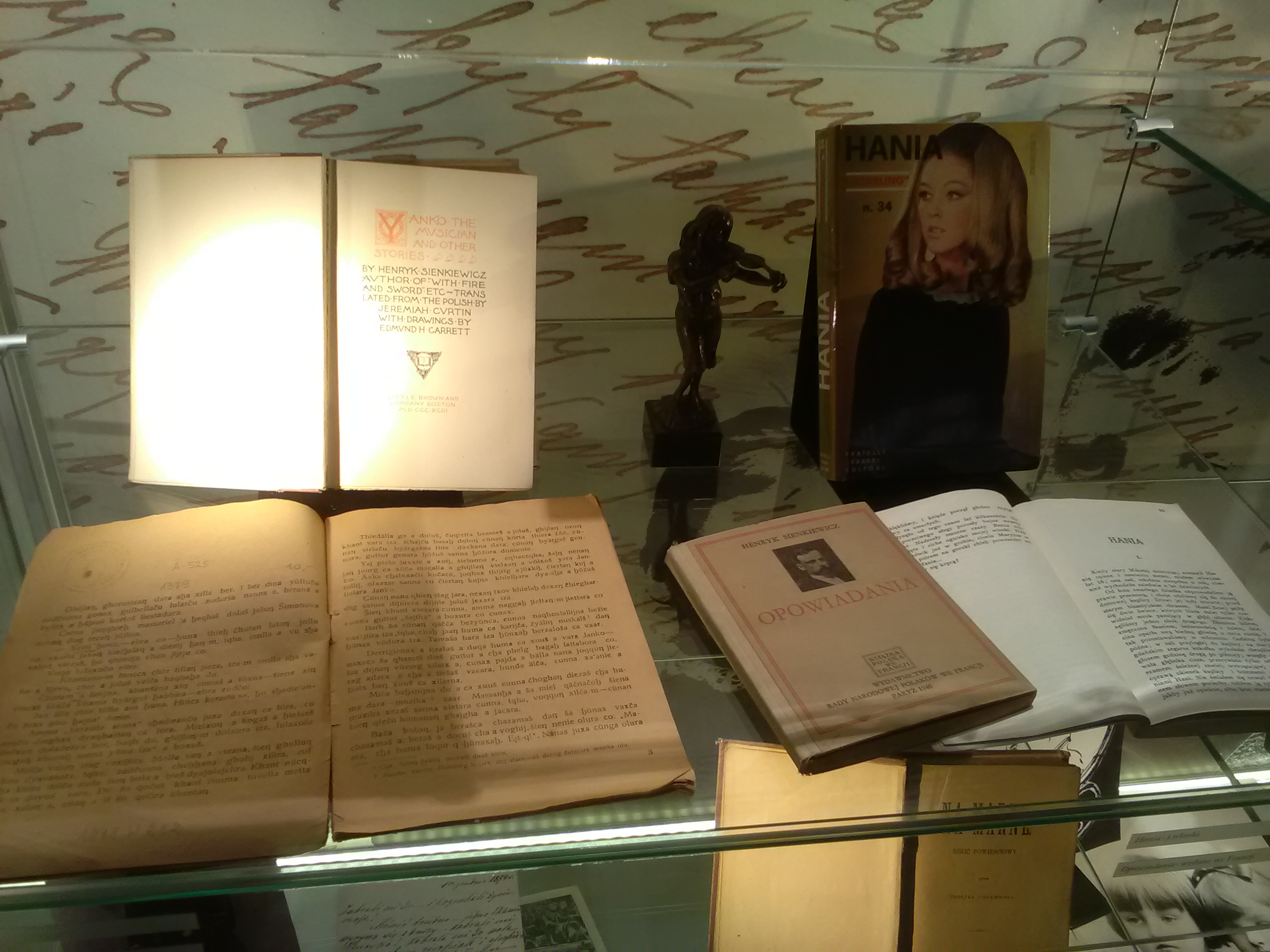
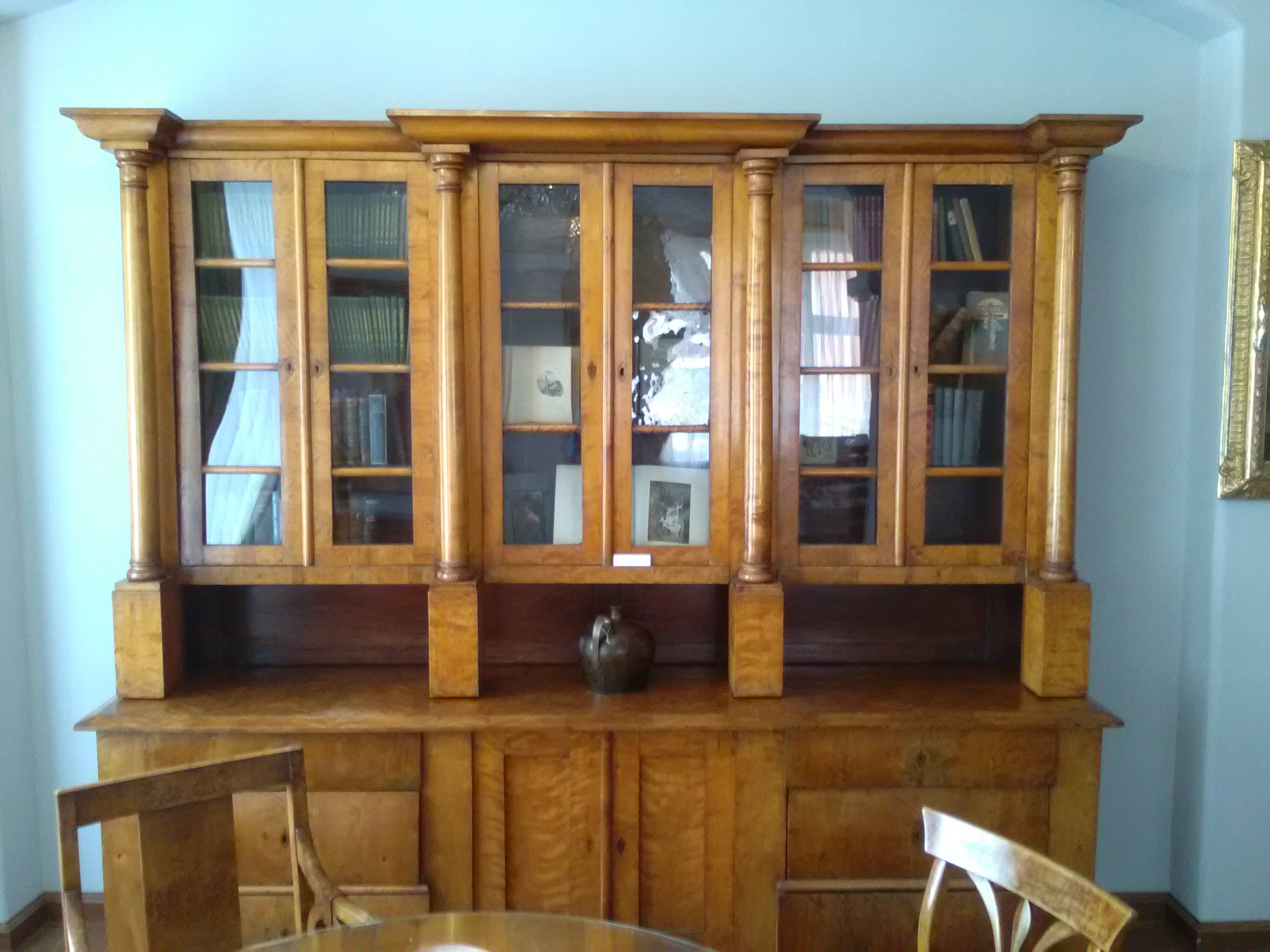